# Birgitte Bonnesen
Birgitte Bonnesen (18. maj 1956 i Odder) er en dansk tidligere bankdirektør, der fra 2016 til 2019 var direktør for den svenske bank Swedbank og fra 2017 til 2019 desuden formand for Svenska Bankföreningen.
Efter sin fratræden som direktør blev hun i september 2024 af den svenske Hovrätt (landsret) idømt en fængselsstraf for under et interview med pressen at have afgivet vildledende udtalelser om bankens foranstaltninger med hvidvask i bankens estiske afdeling. Dommen er af Bonnesen anket.

## Biografi
Birgitte Bonnesen er datter af købmanden Sven Bonnesen og Birte Bonnesen. Hun voksede op i Jylland. Hun uddannede sig i økonomi, engelsk og fransk ved Aarhus Universitet i 1979–1985 med en kandidatgrad i 1985.
Bonnesen flyttede til Sverige i 1987 og begyndte samme år at arbejde i Första Sparbanken, som senere skulle blive til Swedbank.
I årene 2009–2011 var hun chef for bankens interne revision, mellem 2011 og 2014 var hun chef for Swedbanks aktiviteter i Estland, Letland og Litauen og fra 2015 chef for bankens aktiviteter i Sverige.
Hun var administrerende direktør for Swedbank 2016–2019.
Bonnesen forsikrede i efteråret 2018, at Swedbank ikke har udenlandske kunder i Baltikum, som kun flytter penge via banken.
Ved SVT's Uppdrag granskning den 20. februar 2019, der sendte et program om sin gennemgang af Swedbanks kunder i Baltikum i tidligere år, blev Bonnesens tidligere udtalelser sat spørgsmålstegn ved, og hun blev tvunget til at træde tilbage den 28. marts 2019.
Hun forlod også sin stilling som formand for den svenske bankforening , da hun blev fyret som administrerende direktør i Swedbank.
Den 23. marts 2020 meddelte Swedbank, at dens bestyrelse havde besluttet ensidigt at opsige aftalen om fratrædelsesgodtgørelse til Bonnesen. I alt ville Bonnesen have modtaget fratrædelsesgodtgørelse (en såkaldt faldskærm) på 18 månedslønninger, cirka 21,5 millioner SEK, ifølge bankens årsrapport.

### Retssag
Chefanklager Thomas Langrot ved Økokriminalitetsstyrelsen besluttede den 4. januar 2020 at rejse tiltale mod Bonnesen for groft bedrageri, alternativt grov markedsmanipulation. Anklageskriftet vedrører Bonnesens udtalelser i 2018 og 2019 om bankens arbejde mod hvidvask i Baltikum. Anklageren mente, at Bonnesen bevidst eller groft uagtsomt spredte vildledende oplysninger, der påvirkede investorernes vurdering af selskabet.
Dette var første gang, at en tidligere administrerende direktør for en af de store svenske banker blev retsforfulgt for forbrydelser begået i tjenesten. 
Stockholms byret frifandt i januar 2023 Bonnesen for de rejste anklager.
Den svenske anklagemyndighed ankede sagen, som blev afgjort af Svea Hovrätt 10. september 2024. Her kendtes Birgitte Bonnesen skyldig i grov svindel, men frikendte hende for øvrige tiltalepunkter. Retten fandt, at hun gav vildledende oplysninger, da hun i forbindelse med Swedbanks aflæggelse af tredje kvartalsregnskab i 2018 gav interview til Svenska Dagbladet og TT. "Oplysningerne formidlede det vildledende budskab, at der ikke var nogen mistænkelige hvidvaskningsforbindelser til en anden banks aktiviteter i Estland. Oplysningerne havde til formål at påvirke bedømmelsen af den svenske bank økonomisk og dermed forårsage skade", fastslog retten. Birgitte Bonnesen blev idømt et år og tre måneders fængsel.
Hendes forsvarer oplyste efterfølgende, at dommen ankes.